# 李可舉
李可舉（？—885年），回鶻阿布思族。范陽節度使張仲武（842年－849年在位）攻破回鶻時，可舉之父李茂勳投降。李茂勳善騎射，性情沉毅，仲武頗為器重。大中三年（849年）張仲武卒，其子張直方繼任節度，直方性情殘虐，於部隊所不容，逃歸長安。
軍中另立牙將周綝為節度使，隔年周綝病死，張允伸（850年－872年在位）繼任為節度使，咸通十三年（872年）張允伸卒，其子张简会繼位，平州刺史張公素（872年－875年在位）奔喪，乘機逐张简会，自任范陽節度使。
張公素暴戾，不久李茂勳奪其位，為范陽節度使。乾符三年（876年），李茂勳傳位於其子李可舉。李可舉于是担任幽州节度使，升检校太尉。
黃巢之亂時，太原李克用与定州王处存结盟势盛，李可舉恐为己患，與吐谷渾都督赫連鐸，合擊沙陀李國昌，袭沙陀于药儿岭，战雄武军，李國昌父子大敗，只好北奔韃靼，李可舉进检校侍中。
中和五年（885年）李可舉派遣李全忠攻擊義武（河北定州）所屬的易州（河北易縣），全忠敗還，途中恐怕受罰，乃集結殘兵敗將，反擊范陽。李可舉猝不及防，無力反抗，只得登樓自焚而死，李全忠自任范陽節度使。

## 延伸阅读
[在维基数据编辑]
 《舊唐書/卷180》，出自刘昫《舊唐書》